# Кампи (Бреша)
Кампи (итал. Campi) је насеље у Италији у округу Бреша, региону Ломбардија.
Према процени из 2011. у насељу је живело 8 становника. Насеље се налази на надморској висини од 691 м.